# Wadel
Wadel (oberfränkisch: Woddl oder Wodl) ist ein Gemeindeteil der Großen Kreisstadt Kulmbach im  Landkreis Kulmbach (Oberfranken, Bayern). Wadel liegt in der Gemarkung Oberdornlach.

## Geografie
Die Einöde liegt in Hanglage auf halber Höhe eines Hochplateaus (ca. 500 m ü. NHN) des Obermainischen Hügellandes, das sich von Nordwesten bis Osten erstreckt. Es entspringt dort der Wadelbach, ein linker Zufluss des Zentbaches. Eine Gemeindeverbindungsstraße führt zu einer Gemeindeverbindungsstraße (0,5 km südöstlich), die nach Danndorf (1 km südwestlich) bzw. nach Oberdornlach verläuft (0,9 km östlich).

## Geschichte
Wadel war ursprünglich ein Flurname. 1530 wurde „Wodeln“ im Urbar der Herren von Kindsberg erwähnt. Dem Flurnamen liegt das Substantiv wadel (mhd. für Wedel) zugrunde. Im übertragenen Sinne wurde damit auch Schrotholz bezeichnet.
Gegen Ende des 18. Jahrhunderts gehörte Wadel zur Realgemeinde Oberdornlach Das Hochgericht übte das bayreuthische Stadtvogteiamt Kulmbach aus. Grundherr des Hofes war das Rittergut Oberdornlach.
Von 1797 bis 1810 unterstand der Ort dem Justiz- und Kammeramt Kulmbach. Mit dem Gemeindeedikt wurde Wadel dem 1811 gebildeten Steuerdistrikt Oberdornlach und der 1812 gebildeten Ruralgemeinde Oberdornlach zugewiesen. Am 1. Januar 1974 wurde Wadel im Zuge der Gebietsreform in Bayern nach Kulmbach eingegliedert.

### Einwohnerentwicklung
| Jahr      | 001818 | 001861 | 001871 | 001885 | 001900 | 001925 | 001950 | 001961 | 001970 | 001987 |
| Einwohner | 9      | 7      | 7      | 11     | 10     | 8      | 8      | 5      | 4      | 2      |
| Häuser    | 2      |        |        | 2      | 2      | 1      | 1      | 1      |        | 1      |
| Quelle    | [ 8 ]  | [ 11 ] | [ 12 ] | [ 13 ] | [ 14 ] | [ 15 ] | [ 16 ] | [ 17 ] | [ 18 ] | [ 1 ]  |

## Religion
Der Ort ist seit der Reformation evangelisch-lutherisch geprägt und nach St. Maria Magdalena (Kirchleus) gepfarrt.